# Trine Lise Sundnes
Trine Lise Sundnes (nascida a 6 de fevereiro de 1970) é uma política e sindicalista norueguesa.
Ela foi eleita representante do Storting pelo círculo eleitoral de Oslo para o período 2021-2025, pelo Partido Trabalhista.
Sundnes foi membro do conselho da Organização Internacional do Trabalho (OIT) de 2008 a 2014 e é presidente do conselho da Associação das Nações Unidas da Noruega desde 2015.